# Хронология войны в Донбассе (2015)
Данная статья является частью хронологии войны на Донбассе и описывает события, произошедшие в 2015 году.

## 2015 год
В конце 2014 года обострился конфликт между главой «ЛНР» Игорем Плотницким и казачьими формированиями: Плотницкий предложил казакам либо служить в армии, в составе казачьего полка с дислокацией в Стаханове (Кадиевка), либо заняться сельским хозяйством. За отказ подчиниться решениям «властей ЛНР» Плотницкий пригрозил казакам соответствующими законными мерами. В ответ в своём последнем обращении лидер казаков Павел Дрёмов назвал Плотницкого вором, обвинил в шантаже по отношению к избирателям и назвал его ставленником Наталии Королевской. От имени казачьего полка, насчитывающего полторы тысячи человек, Дрёмов потребовал отставки главы «ЛНР» и предупредил, что располагает некими материалами, которые могут быть обнародованы, если с его соратниками что-нибудь случится. Официальной реакции со стороны руководства «ЛНР» не последовало, однако 1 января 2015 года в районе Лутугино был убит командир группы быстрого реагирования «Бэтмен», министр обороны ЛНР Александр Беднов вместе с шестью охранниками. Власти «ЛНР» заявили, что он был убит в результате операции спецподразделения «МВД ДНР, а его подчинённых обвинили в применени»и пыток. По словам сепаратистов, Беднов и его сопровождение были уничтожены по приказу Плотницкого, и им был отдан приказ на зачистку всех непримиримых командиров.
5 января спикер СНБО Украины Александр Турчинов объявил об ограничении передвижения через линию разграничения в Донбассе семью транспортными коридорами. 7 января были установлены 7 КПП для пересечения линии соприкосновения.

### Январь — февраль. Возобновление активных боевых действий
Провал усилий по проведению 15 января 2015 года в Астане встречи лидеров России, Украины, Германии и Франции, посвящённой украинскому урегулированию, совпал с беспрецедентным ухудшением ситуации в зоне конфликта в Донбассе. Расстрел автобуса с мирными жителями возле посёлка Волноваха и усилившиеся бои за донецкий аэропорт сделали возобновление полномасштабных военных действий всё более реальным.
13 января произошёл обстрел автобуса под Волновахой, который привёл к многочисленным жертвам. На Украине был объявлен траур и состоялись массовые акции солидарности. Стороны конфликта обменялись взаимными обвинениями. Миссия ОБСЕ, обследовавшая место обстрела, пришла к выводу, что огонь вёлся со стороны территорий, контролируемых сепаратистами.
14 января, по заявлению представителей «ДНР», сепаратисты заняли Донецкий аэропорт. Штаб АТО, однако, в течение нескольких дней отказывался это подтвердить.
17 января «министр обороны ДНР» сообщил, что украинские силовики при поддержке 10 танков и БМП и роты мотопехоты предприняли контрнаступление на Донецкий аэропорт, в ходе которого украинская армия потеряла 4 танка, 1 БМП и 15 солдат.
18 января, согласно сообщению советника президента Украины Юрия Бирюкова, украинская армия возобновила активную фазу войсковой операции в Донбассе. По заявлению сепаратистов, ими в этот же день были заняты посёлок Пески на окраине Донецка и пригороды Мариуполя; украинская сторона отказывалась подтвердить эти сообщения.
22 января ВСУ подтвердили, что сепаратисты ДНР взяли под свой контроль аэропорт Донецка, в то же время в министерстве добавили, что часть зданий аэропорта остается за украинскими силами. В Донецке более десяти человек погибли в результате попадания снаряда в остановку общественного транспорта.
23 января было объявлено о гибели в результате обстрела «народного мэра» Первомайска Евгения Ищенко. Глава ДНР Александр Захарченко заявил, что больше не будет пытаться вести переговоры с Киевом о перемирии, пообещал взять под контроль всю территорию Донецкой области и отказался от дальнейших обменов пленными.

Смысла вести их [переговоры] не вижу. Один раз ошибку эту мы уже совершили, больше не будем. Приедет Порошенко — будем говорить. Мы сейчас наступаем, какие переговоры?— Александр Захарченко, глава ДНР
24 января произошёл артобстрел восточной окраины Мариуполя из систем залпового огня, в результате которого погибло более 30 человек. Находившиеся в городе наблюдатели ОБСЕ, изучив воронки от разорвавшихся боеприпасов, констатировали, что огонь по жилым районам вёлся ракетами типа «Град» и «Ураган» с северо-восточного направления, из населённого пункта Зайченко, контролируемого ДНР.
Руководство ДНР обвинило украинские силы в провокации. Александр Захарченко в ходе церемонии возложения цветов к месту обстрела остановки общественного транспорта «Донецкгормаш» заявил о начале наступления на Мариуполь, а также заявил, что силы ДНР намерены взять в кольцо стратегический город Дебальцево. Позднее в штабе ДНР сообщили, что первые группы сепаратистов уже зашли на окраину Мариуполя и закрепились на позициях, однако сам Захарченко информацию о штурме города опроверг: «До сегодняшнего дня мы не вели активных действий у Мариуполя. Но сейчас, после того как Киев решил свалить ответственность за ошибочный огонь своих „ГРАДов“ из Бердянского по жилому кварталу на нас, я отдал приказ подавлять позиции украинских войск, расположенные к востоку от Мариуполя». Тем временем в Минобороны Украины заявили о масштабном наступлении сепаратистов по всей линии фронта в Донбассе.
Россия заблокировала заявление Совета Безопасности ООН, осуждающее ракетные обстрелы Мариуполя.
В связи с ситуацией в Мариуполе президент Пётр Порошенко прервал визит в Саудовскую Аравию. Украина потребовала созыва срочного заседания Совета Безопасности ООН. В этот же день формирования ДНР заняли населённый пункт Красный Партизан.
Наиболее активные боевые действия в конце января — начале февраля 2015 развернулись в районе Дебальцевского выступа, где в полуокружение попала крупная группировка ВСУ.
25 января бойцы ЛНР отчитались о взятии господствующей высоты в районе села Санжаровка.
27 января депутаты Верховной рады на внеочередном заседании обвинили Россию в обострении ситуации в Донбассе, причастности к обстрелу Мариуполя и нежелании исполнять Минские договорённости. Верховная рада Украины приняла заявление, в котором наделила Россию статусом «государства-агрессора», призвала ООН лишить Россию членства в этой организации, обратилась к парламентам других стран с призывом предоставить Украине военно-техническую помощь, расширить секторальные санкции против России, а также ограничить полномочия российской делегации в ПАСЕ, «пока Россия не прекратит игнорировать требования международного сообщества». Президенту Украины было рекомендовано внести в парламент представление об объявлении состояния войны и ввести на территории страны военное положение. В заявлении говорилось, что Россия «первой применила вооружённую силу против территориальной неприкосновенности и политической независимости Украины и противоправно использует начиная с 27 февраля 2014 года … регулярные и нерегулярные вооружённые формирования для аннексии Автономной Республики Крым и военной оккупации других частей территории Украины в пределах Донецкой и Луганской областей». Ранее премьер-министр Яценюк поручил Минюсту, Генпрокуратуре и СБУ принять меры для признания Донецкой и Луганской народных республик террористическими организациями.
30 января формирования ДНР заняли город Углегорск, после чего трасса М103 Артёмовск — Дебальцево стала эффективно простреливаться сепаратистами, что сделало невозможным подвоз подкреплений и боеприпасов, а также эвакуацию раненых из окружённой группировки.
31 января в Минске состоялись переговоры Контактной группы по Украине, которые зашли в тупик и фактически провалились. В срыве переговоров стороны конфликта обвинили друг друга.
3 февраля сепаратисты закрепились на западной окраине Дебальцева.
9 февраля сепаратисты заняли село Логвиново, тем самым физически перерезав трассу на Артёмовск и почти захлопнув Дебальцевский котёл.
10 февраля полк «Азов» начал отвлекающие действия на южном участке фронта, попытавшись занять посёлок Широкино. Столкновения в этом районе продолжались до начала июля. Вокруг Дебальцева сепаратисты заняли все высоты и закрепились на восточной окраине города. В этот же день в Минске состоялись переговоры Контактной группы по Украине. 
10 февраля в результате обстрела Краматорска 17 человек погибли и 47 были ранены.

### Февраль. Второе минское соглашение. Завершение боёв в районе Дебальцева
11-12 февраля 2015 года на саммите в Минске лидерами России, Германии, Франции и Украины был согласован комплекс мер по выполнению Минских соглашений, направленный на урегулирование конфликта.
15 февраля (00:00 по киевскому времени) в силу вступил согласованный в Минске режим прекращения огня, однако бои в Дебальцеве, в котором оставалась крупная группировка украинских войск, продолжились: представители ДНР заявили, что имеют право обстреливать Дебальцево и во время перемирия. По минским договорённостям, стороны должны были отвести тяжёлое вооружение от линии соприкосновения, но у обеих сторон было своё видение по поводу Дебальцева: ДНР и ЛНР рассматривали его как свою территорию, на которой в окружении находились украинские войска, в то время как украинские власти настаивали на безусловности выполнения первого пункта соглашений о прекращении огня, утверждая, что войска не окружены и находятся на своей территории. По сообщению главы МИД Украины, сепаратисты не пропустили наблюдательную миссию ОБСЕ на территорию Дебальцево.
Из-за отсутствия дополнительных резервов для удержания Дебальцева Генеральный штаб ВСУ принял решение скрытно отвести все свои силы из этого района к утру 18 февраля. Подразделения выходили небольшими колоннами под прикрытием боевых бронированных машин и артиллерии.
17 февраля силы ДНР вошли в Дебальцево и заняли центральную, северную и восточную части города, в том числе железнодорожный вокзал. В тот же день ДНР объявила об установлении контроля над большей частью Дебальцева и пленении нескольких групп украинских военнослужащих. В ходе боёв за Дебальцево был ранен в ногу глава ДНР Александр Захарченко, из-за чего он длительное время передвигался на костылях или с тростью.
18 февраля в пресс-секретариате министерства обороны ДНР отчитались о взятии Дебальцева под полный контроль.
17 февраля Совет Безопасности ООН единогласно принял предложенную Россией резолюцию в поддержку Минских соглашений.

### Февраль — март. Отвод вооружений
21 февраля, после окончания боёв в районе Дебальцева, представители ДНР, ЛНР, Украины, России и ОБСЕ подписали план отвода тяжёлых вооружений от линии соприкосновения и 24 февраля начали его. 26 февраля украинская сторона также начала отвод тяжёлых вооружений.
1 марта ДНР и ЛНР заявили о завершении отвода тяжёлых вооружений под наблюдением представителей ОБСЕ.
9 марта на брифинге официальный представитель АТО Андрей Лысенко заявил, что Украина не может полностью оголять передовую в Донбассе в рамках согласованного в Минске отвода вооружений, поскольку у них нет подтверждения об отводе техники со стороны сепаратистов.
22 февраля произошёл теракт во время «Марша достоинства» в Харькове. Погибли 4 человека и 9 ранены.
2 марта представитель Генштаба украинской армии Владислав Селезнёв сообщил, что на начало марта украинской армией было потеряно 968 единиц бронетехники, погибло 1541 военных, из которых 58 человек умерло и 328 было ранено уже после 15 февраля, когда начало действовать новое Минское соглашение.
30 марта глава ДНР Александр Захарченко подписал указ, предписывающий до 4 апреля сдать оружие и боеприпасы всем, кто не входит в официальные силовые структуры республики. Выполнение мероприятий
«по задержанию, разоружению и изолированию лиц, не выполняющих данные требования», было возложено на министра внутренних дел ДНР: «Лица, не выполнившие в установленный срок требования по сдаче оружия, будут признаны участниками бандформирований, в отношении них будет производиться разоружение (ликвидация) посредством проведения специальных операций и привлечение их к уголовной ответственности в соответствии с действующим законодательством ДНР».

### Апрель. Бои в районе села Широкино
9 апреля представитель Специальной мониторинговой миссии ОБСЕ Майкл Боцюрков заявил о необходимости демилитаризации населённого пункта Широкино. 15 апреля аналогичное предложение было высказано украинскими представителями в Контактной группе, которые поставили условием обязательное присутствие в Широкине наблюдателей ОБСЕ.
26 апреля в районе населённого пункта Широкино произошёл мощный обстрел из установок «Град» и «Ураган». Стороны конфликта возложили вину друг на друга.
По заявлению республиканской гвардии ДНР, в ночь с 2 на 3 мая «около полутора тысяч силовиков перешли в наступление с целью продвижения в Новоазовск», применяя 152-мм миномёты и гаубицы Д-30. «Используя лишь стрелковое оружие, сепаратисты сдержали наступление на Новоазовск. Но в результате атаки силовиков в Широкино разрушены три улицы». Активные боевые действия происходили и в районе Горловки. В ночь на 3 мая украинские военные впервые с февраля обстреляли Донецк. Киев выступает с ответными претензиями. Штаб АТО, в свою очередь, заявил, что формирования ДНР и ЛНР активно применяют вооружение, которое, согласно минским договорённостям, должно быть отведено от линии соприкосновения. Также зафиксировано использование сепаратистами беспилотных летательных аппаратов в целях воздушной разведки.

### Май
13 мая заместитель председателя Специальной мониторинговой миссии ОБСЕ Александр Хуг констатировал невыполнение Минского соглашения обеими сторонами: «Ни правительство, ни вооружённые формирования не закончили отвод тяжёлых вооружений так, как это должно произойти по Минским соглашениям». В отчёте о работе СММ на 20 мая указывается, что, «несмотря на заявления всех сторон о завершении отвода тяжёлых вооружений, наблюдатели СММ ежедневно видят присутствие и/или использование такого вооружения».
16 мая российские граждане Александр Александров и Евгений Ерофеев были задержаны в районе города Счастье в Луганской области. СБУ представила задержанных как «офицеров 3-й отдельной гвардейской бригады специального назначения ГРУ Генштаба РФ». 18 апреля 2016 года задержанные были приговорены к 14 годам лишения свободы. 25 мая их обменяли на Надежду Савченко, отбывавшую наказание в России по обвинению в убийстве журналистов ВГТРК.
23 мая в районе Алчевска был убит командир бригады (батальона) «Призрак» Алексей Мозговой. Ответственность за убийство Мозгового взял на себя отряд украинских диверсантов «Тени». Незадолго до гибели Мозговой открыто обвинил действующее руководство ЛНР в сговоре с украинскими властями. Журналисты, сепаратисты ЛНР и некоторые политики возложили вину на Игоря Плотницкого, но доказать этого не смогли.
26 мая Горловка подверглась интенсивному обстрелу со стороны украинских военных. Погибло двое мирных жителей.

### Июнь. Столкновение в Марьинке
3 июня осложнилась ситуация в районе Марьинки и Красногоровки. В ходе многочасового боя между вооружёнными формированиями ДНР и украинскими силовиками стороны применили тяжёлую артиллерию, миномёты и танки, нарушив тем самым Минские соглашения, по которым тяжёлое вооружение должно было находиться не ближе 25 км от линии соприкосновения. Обе стороны обвинили друг друга в попытке наступления и заявляли о срыве Минских соглашений. Столкновения, фактически закончившиеся к вечеру, не привели к изменению положения сторон на этом участке фронта.
11 июня Пётр Порошенко назначил нового губернатора Донецкой области. Им стал Павел Жебровский, известный как сторонник продолжения военной операции в Донбассе.
14 июня боевики «Правого сектора» опубликовали видео с пленным уроженцем Ставропольского края Романом Толстокоровым, в котором продемонстрировали его российский паспорт. Согласно записи, он был захвачен в районе села Широкино на юге Донецкой области. О дальнейшей судьбе пленного не сообщалось.
15 июня на сторону ЛНР перешли сотрудники Службы внешней разведки Украины(СВР) братья Алексей и Юрий Мирошниченко. 18 июня на сторону ЛНР перешёл начальник Луганской таможни Министерства доходов и сборов Украины Олег Белоусов. 22 июня о своём переходе на сторону ДНР заявил бывший помощник министра обороны Украины, главный аналитик ВСУ Александр Коломиец. Вместе с ним на сторону ДНР перешли семь старших офицеров.
25 июня ПАСЕ приняла резолюцию о пропавших без вести в ходе конфликта на Украине, в которой сам конфликт был назван «российской агрессией», а Крым и территории Донецкой и Луганской областей, контролируемые ДНР и ЛНР, — «оккупированными территориями».

### Июль. Демилитаризация села Широкино
2 июля сепаратисты покинули село Широкино и отступили к населённым пунктам Саханка и Безыменное. 3 июля миссия ОБСЕ констатировала, что Широкино покинули все гражданские лица. 5 июля министр обороны ДНР Владимир Кононов в интервью РИА Новости заявил, что Широкино не имеет для сепаратистов стратегического значения. Кроме того, Кононов отметил, что посёлок находится в низине, а высоты занимают ВСУ и поэтому отход сил ДНР на 2 километра от посёлка был выгоден для сепаратистов. Также министр обороны ДНР сказал, что Широкино объявлено демилитаризованной зоной и поэтому ВСУ тоже должны выйти из посёлка.
15 июля Порошенко освободил от должности губернатора Луганской области Геннадия Москаля — и. о. главы Луганской области стал Юрий Клименко. 22 июля Пётр Порошенко назначил нового губернатора Луганской области. Им стал Георгий Тука.
18 июля сепаратисты и ЛНР начали отвод тяжёлого вооружения калибром менее 100 миллиметров. Представитель армии ДНР Эдуард Басурин заявил, что техника не будет отводиться из Дебальцева, Горловки, Донецка и из района посёлка Счастье. 21 июля Контактная группа в Минске согласовала план отвода тяжёлого вооружения калибром менее 100 мм.

### Август. Столкновения на мариупольском направлении
6 августа в Донецке прошёл митинг с критикой действий ОБСЕ.
В ночь с 9 на 10 августа на Мариупольском направлении произошло столкновение у населённого пункта Старогнатовка. По версии ДНР, украинские военные на нескольких бронетранспортёрах пошли в атаку на позиции ДНР, но были вынуждены отступить, потеряв убитыми 11 человек. По версии ВСУ, ночную атаку совершили сепаратисты. Украинские военные также заявили, что в ходе боя ВСУ заняли ключевые высоты вокруг Старогнатовки. Однако представитель Минобороны ДНР Эдуард Басурин заявил, что они и так находились под контролем ВСУ. Также Басурин заявил, что в случае необходимости сепаратисты вернут всё тяжёлое вооружение на линию соприкосновения.
Вечером 16 августа были обстреляны украинские посёлки Лебединское (бывш. Новоазовский район) и Сартана (Ильичёвский район Мариуполя). В результате погибли два мирных жителя, шесть человек получили ранения, были повреждены около 50 домов. 17 августа в Мариуполе был объявлен траур по погибшим. Представители ОБСЕ, изучив воронки от снарядов, установили, что обстрел шёл в основном с востока с применением 122-мм или 152-мм артиллерийских снарядов.
25 августа украинские военные атаковали позиции сепаратистов в Тельмановском районе ДНР. Сепаратисты отбили атаку. По их данным, украинские военные потеряли 7 человек убитыми и 11 человек ранеными. Также сепаратисты сообщили, что в ходе боя были уничтожены две украинские бронемашины.
26 августа Контактная группа договорилась о прекращении огня. Режим прекращения огня вступил в силу 1 сентября.

### Сентябрь — ноябрь. Отвод вооружений от линии разграничения
8 сентября ДНР прекратила поставки угля на Украину, заявив, что поставки возобновятся лишь после снятия или ослабления экономической блокады Донбасса.
29 сентября Контактная группа по Украине подписала документ об отводе тяжёлых вооружений калибром менее 100 мм в качестве дополнения к Комплексу мер от 12 февраля 2015 года. Согласно документу, вооружение калибром менее 100 мм должно быть отведено обеими сторонами от линии соприкосновения на 15 км. 30 сентября главы ДНР и ЛНР подписали документ об отводе тяжёлого вооружения калибром менее 100 мм. В этот же день Денис Пушилин заявил, что соглашение об отводе тяжёлого вооружения калибром менее 100 мм фактически является окончанием войны в Донбассе.
2 октября в Париже прошли переговоры лидеров стран «нормандской четвёрки». Это была первая встреча лидеров стран с 12 февраля. Стороны договорились о переносе местных выборов в ДНР и ЛНР с 2015 на 2016 год и об открытии пунктов пропуска на линии соприкосновения. Также «нормандская четвёрка» призвала стороны конфликта начать отвод вооружений калибром менее 100 мм от линии соприкосновения в Донбассе.
3 октября ЛНР начала отвод вооружения калибром менее 100 мм. 5 октября украинские военные тоже начали отвод вооружения от линии соприкосновения. В этот же день ДНР возобновила поставки угля на Украину.
6 октября украинские военные заявили, что закончили отвод танков в Луганской области.
7 октября украинские военные обвинили сепаратистов ЛНР в том, что они обстреляли опорный пункт ВСУ в посёлке Троицком. Четверо украинских военных получили ранения. В ЛНР заявили, что, возможно, трактор, работавший на опорном пункте силовиков, подорвался на противопехотной мине.
10 октября украинские военные обстреляли из танков Киевский район Донецка. Погиб 1 сепаратист, 1 мирный житель тяжело ранен. В этот же день украинские военные начали отвод артиллерийских орудий от линии соприкосновения в Донбассе.
11 октября ВСУ закончили отвод артиллерии калибром менее 100 мм от линии соприкосновения. 15 октября сепаратисты ЛНР осуществили отвод миномётов от линии соприкосновения. В этот же день украинские военные тоже начали отвод своих миномётов и 16 октября завершили его.
17 октября официальный представитель Минобороны ДНР Эдуард Басурин заявил, что ВС ДНР перенесли отвод вооружения калибром менее 100 мм с 18 на 21 октября, так как было зафиксировано несколько нарушений режима прекращения огня.
20 октября ВСУ начали отвод вооружения калибром менее 100 мм от линии соприкосновения в Донецкой области.
21 октября сепаратисты начали отвод вооружения калибром менее 100 мм. В этот же день ДНР отвела танки из прифронтовой зоны Новоазовского района. 22 октября сепаратисты начали отвод танков из Горловки, Донецка и других прифронтовых городов. В этот же день обе стороны конфликта завершили отвод танков. Утром 28 октября сепаратисты и ВСУ начали отвод артиллерии. Вечером того же дня сепаратисты и ВСУ закончили отвод артиллерии.
27 октября украинские власти открыли пешеходный пункт пропуска на линии соприкосновения в Станице Луганской.
29 октября в 19:30 по местному времени в Сватово, которое находится под контролем украинских военных, произошёл пожар на артиллерийских складах, начали взрываться снаряды реактивной системы залпового огня «Ураган» калибром 220 миллиметров. В результате пожара погибло 2 человека и 8 было ранено, было повреждено 1,7 тысяч квартир.
3 ноября в Донбасс прибыл замгенсека ООН О’Брайен, который ознакомился с гуманитарной ситуацией в ДНР и ЛНР. В этот же день было открыто ночное грузовое ж/д сообщение между ДНР и Украиной.
Утром 5 ноября сепаратисты и украинские военные начали отвод своих миномётов от линии соприкосновения.
Вечером того же дня ДНР приостановила поставки угля на Украину в связи с неполучением оплаты. Министр транспорта ДНР Семён Кузьменко заявил, что за период вооружённого конфликта в Донбассе погибло 70 железнодорожников и что на железных дорогах повреждены почти три тысячи объектов.
6 ноября прошли переговоры министров иностранных дел стран «нормандской четвёрки». Стороны договорились о продлении сроков реализации Минских соглашений на 2016 год.
7 ноября украинские военные обстреляли из РСЗО «Град» центральную часть Донецка. В этот же день ВСУ завершили отвод миномётов от линии соприкосновения.
12 ноября отвод вооружений в Донбассе официально завершился после верификации отведённого вооружения наблюдателями СММ ОБСЕ.
15 ноября президент Украины Порошенко заявил, что разминирование в Донбассе под эгидой миссии ОБСЕ будет финансировать Евросоюз.
17 ноября украинские военные заявили об обстреле своих позиций в Красногоровке под Донецком из реактивных систем залпового огня «Град». Сепаратисты ДНР эти сообщения назвали «вбросом украинских СМИ».
19 ноября заместитель главы СММ ОБСЕ Александр Хуг заявил, что обе стороны не полностью отвели своё тяжёлое вооружение.
24 ноября ДНР полностью остановила поставки угля на Украину.
26 ноября Леонид Кучма заявил, что Минские соглашения не могут быть реализованы в полной мере до конца 2015 года.
30 ноября Эдуард Басурин заявил, что разведка ДНР фиксирует неотведённую технику украинских военных на линии соприкосновения.

### Декабрь
2 декабря Россия заявила, что она против расширения мандата наблюдателей ОБСЕ на российско-украинской границе, но согласна на продление мандата ОБСЕ до 31 января 2016 года.
3 декабря председатель Народного совета ДНР Денис Пушилин заявил, что за время вооружённого конфликта на востоке Украины погибло более 8 тысяч человек, около 80-90 % из них — это гражданские лица. Эта информация совпадает с данными последнего доклада ООН. По словам Пушилина, жители Донбасса активно возвращаются в свои дома, численность населения городов уже приблизилась к уровню, который был до вооружённого конфликта на юго-востоке Украины. Также стало известно, что на сторону ДНР перешёл генерал-майор СБУ Александр Третьяк.
В тот же день председатель ОБСЕ и министр иностранных дел Сербии Ивица Дачич заявил, что мандат миссии ОБСЕ на Украине продлён на год.
По данным омбудсмена по правам ребёнка в ЛНР, по состоянию на 3 декабря 2015 года в Донбассе погибло 78 детей, 313 детей получили ранения.
4 декабря Эдуард Басурин заявил, что украинские военные занимают населённые пункты в нейтральной зоне, пытаясь как можно ближе подойти к линии соприкосновения. По словам Басурина, украинские военные заняли сёла Павлополь и Пищевик в нейтральной зоне (на момент подписания Минских соглашений от 12 февраля 2015 года населённые пункты Широкино, Виноградное, Павлополь, Пищевик, Жеванка и Гнутово находились в буферной зоне).
7 декабря глава Генштаба Украины Виктор Муженко заявил, что режим прекращения огня снизил боевые потери украинских военных в Донбассе.
9 декабря был опубликован доклад ООН по правам человека на Украине. Согласно докладу, с начала вооружённого конфликта на Украине погибло 9098 человек, 20732 ранены. Утром 9 декабря под надзором миссии ОБСЕ сепаратисты ДНР покинули посёлок Коминтерново.
12 декабря  в районе Первомайска от взрыва мины, заложенной в его автомобиль, погиб командир шестого отдельного мотострелкового казачьего полка Народной милиции ЛНР Павел Дрёмов. В ЛНР заявили, что к убийству Дрёмова причастны украинские спецслужбы.
14 декабря секретарь СНБО Украины Турчинов заявил, что главной задачей минских договорённостей является восстановление контроля украинских пограничников над российско-украинской границей.
16 декабря МИД РФ заявил, что 15 декабря Контактная группа по Украине договорилась о полном прекращении огня на время новогодних праздников.
17 декабря действующий сотрудник МВД Украины Юрий Давыдов перешёл на сторону сепаратистов ЛНР.
21 декабря в ЛНР заявили, что боевики «Правого сектора» наращивают свою группировку вдоль линии соприкосновения.
22 декабря ВСУ заявили, что силы ДНР заняли населённый пункт Коминтерново в буферной зоне. Сюда были переброшены танки и несколько БТР. В этот же день Контактная группа договорилась о продолжении своей работы в 2016 году. Также Контактная группа договорилась о полном прекращении огня с 00.00 в ночь с 22 на 23 декабря 2015 года.
26 декабря полпредом РФ в Контактной группе стал помощник президента России Борис Грызлов.
27 декабря в районе Коминтернова попали под снайперский огонь журналисты ВГТРК, замкомандующего штабом сепаратистов ДНР и официальный представитель Минобороны ДНР Эдуард Басурин, представители ОБСЕ и представители Совместного центра по контролю и координации прекращения огня (СЦКК). В результате обстрела никто не пострадал. Наблюдатели ОБСЕ установили, что обстрел вёлся с северо-западного направления, то есть с позиций украинских военных.
28 декабря в Донецк прибыл лидер партии «Справедливая Россия» и депутат ГД РФ Сергей Михайлович Миронов. Он заявил, что становление государственности позволит ДНР и ЛНР объединиться в одно государство. Кроме того, Миронов назвал ДНР и ЛНР «форпостом борьбы с нацизмом». В этот же день украинские военные заявили, что сепаратисты ДНР вновь заняли Коминтерново.